# Andrea D'Antoni
Pour les articles homonymes, voir Antoni.

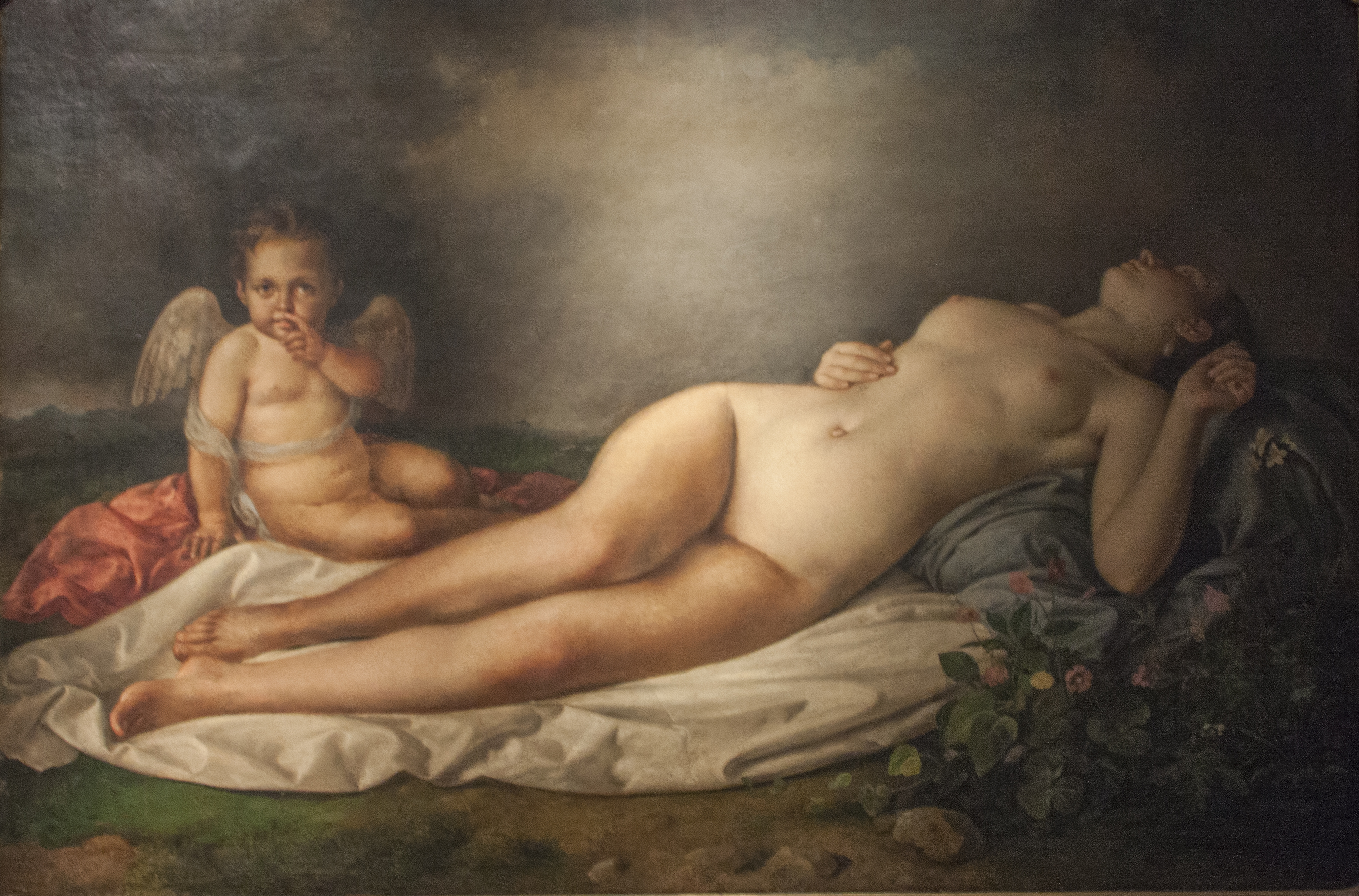

Andrea D'Antoni (né le 1er décembre 1811 à Palerme et mort le 23 décembre 1868 dans cette même ville) est un peintre italien de la période néoclassique.

## Biographie
Fils de Giovanni et Angela Prinzivalle, Andrea D'Antoni étudie d'abord à l'école des Jésuites, avant d'être confié par son frère prêtre à un éducateur privé Don Benedetto Passarello ,un Père réformé, qui le forma de manière intensive et sévère à la littérature.
À ses 16 ans vers 1827, il fréquente l'atelier de Giuseppe Patania (un des artistes palermitain les plus célèbres du début du XIXe siècle), au même moment il a suivi des leçons d'anatomie chirurgicale de Giovanni Gorgone (it). Un de ses élèves était Pietro Volpes. Certaines de ses œuvres sont exposées dans la Galerie d'art moderne de Palerme.